# Östgöta Sångarförbund
Östgöta Sångarförbund var den delorganisation som organiserade svenska manskörer i Östergötland 1901–1997.

## Historia
Östgöta sångarförbund tog sin start då Düringska körens styrelse den 6 november 1900, tog initiativ till ett bildande av ett delförbund. Förbundet bildades 23 mars 1901 under ett möte på Stora hotellet i Linköping. Den första styrelsen bestod av direktör Edvard Düring, fabrikör Fredrik Nyborg, lektor Albert Johansson, ingenjör G. Hultbom och kollegan A. Rydberg. Förbundets syfte var att arbeta för manskvarettsångens stärkande, genom att samverka med olika sångsällskap och musiksällskap i Östergötland. Kören Sångarbröderna anslöt 1910 till förbundet.

## Medlemskörer
- Düringska kören, ansluten 1902.
- Svearne i Norrköping.
- Motala kvartetten
- Iris i Motala
- Linköpings sångarförbund, ansluten 1907.
- Sångarbröderna i Boxholm, ansluten 1912.
- Motala kvartettsångarförbund, ansluten 1912.
- Manskören Sångarbröderna i Mjölby, ansluten 1916.
- Manskören Amaryllis, ansluten 1916.
- Kisa manskör, ansluten 1921.
- Gusums manskör, ansluten 1922.
- EOL-kören, ansluten 1922.
- Lokmannakvartetten Sylvia, ansluten 1922.
- Manskören Orpheus, ansluten 1922.
- Norrköpings arbetareförenings sångkör, ansluten 1922.
- Åtvidabergs manskör, ansluten 1923.
- Norrköpings kontoristförenings sångkör, ansluten 1924.
- Söderköpings arbetareförenings manskör, ansluten 1924.
- Valdemarsviks manskör, ansluten 1925.
- Reijmyre-kvartetten, ansluten 1925.
- O. B.-kvartetten, ansluten 1926.

## Förbundsdirigent
- 1901–1916: Edvard Düring
- 1916–1926: Gustaf Bengtsson
- 1984: Hans Lundgren

### Andre förbundsdirigent
- 1901–1910: Knut Mousquette.
- 1916: Östen Olsson
- 1925–1926: Ernst Björling.

## Ordförande
- 1910–1916: Fredrik Nyborg.
- 1916–1925: Richard Hultmark.
- 1925–1926: Carl Svahn.